# Live in Japan (альбом Japan)
Live in Japan — первый концертный альбом британской группы Japan, состоящий из 4 композиций, записанных на концерте группы в токийском «Будокане» 16 марта 1980 года. Выпущен в июле 1980 года в Германии, Нидерландах и Бенилюксе.

## История
Осенью 1978 года, после выхода дебютного альбома Adolescent Sex, 100 000 копий которого были проданы в Японии за неделю, группа Japan снискала в Японии большую популярность благодаря ярким костюмам и макияжу и, не в последнюю очередь, благодаря своему названию, которое переводится как «Япония». В том же году был вышел их второй альбом Obscure Altenatives, получивший в Японии статус «золотого». Многочисленные поездки группы по Японии сильно повлияли на стиль её музыки. В 1979 году Japan отказалась от глэм-имиджа и сменила стиль музыки с глэм-рока на синти-поп. Первый альбом в новом стиле, Quiet Life, вышел в Японии раньше, чем на родине группы — в Великобритании.
В январе—марте 1980 года группа дала 3 концерта в Лондоне, после чего отправилась в тур по Японии в поддержку альбома Quiet Life. Первое выступление в рамках тура состоялось в «Будокане» в Токио, где Japan уже доводилось выступать в марте 1979 года. На концерте группа Japan исполнила как новый материал, так и песни из своих предыдущих альбомов, но в новой аранжировке. Фанаты были безумно рады концерту группы. Так, например, корреспондент журнала Sounds Алан Льюис (англ. Alan Lewis) в своём репортаже отметил, что «это странно — сидеть здесь в окружении 10 000 кричащих девушек в возрасте от 15 до 16 лет, и все они, в полумраке, выглядят аппетитно милыми, с их однородными черными волосами и темными глазами». После выступления стол в гримёрке был завален подарками от поклонников: цветами, сладостями, фруктами, самодельными куклами, картинами, письмами. Некоторые письма от фанатов, по словам клавишника Japan Ричарда Барбиери, содержали указания на ошибки при исполнении песен. «Они даже записывают ноты, чтобы показать нам, где мы ошиблись» — отметил он.
В июле 1980 года лейбл Hansa International выпустил мини-альбом Live in Japan с 4 композициями, записанных на концерте Japan в Будокане. В него вошли 3 композиции с альбома Obscure Altenatives и одна (In Vogue) — с альбома Quiet Life. Мини-альбом был выпущен лишь в ФРГ, Нидерландах и регионе Бенилюкс.

## Список композиций
| №  | Название               | Автор(ы)      | Длительность |
| -- | ---------------------- | ------------- | ------------ |
| 1. | «Deviation»            | Дэвид Силвиан | 3:20         |
| 2. | «Obscure Alternatives» | Дэвид Силвиан | 6:05         |

| №  | Название                  | Автор(ы)      | Длительность |
| -- | ------------------------- | ------------- | ------------ |
| 3. | «In Vogue»                | Дэвид Силвиан | 6:10         |
| 4. | «Sometimes I Feel So Low» | Дэвид Силвиан | 4:06         |

## В других альбомах
В 1982 году в Великобритании лейблом Hansa была выпущена кассета Assemblage [Special Edition Double Play] с 8 бонус-треками на стороне B, 3 из которых — In Vogue, Deviation и Obscure Alternatives — были взяты с альбома Live in Japan. В январе 1983 года в Японии эти 8 треков были изданы как японская версия сборника Assemblage.
В некоторые версии альбома Obscure Altenatives все 4 композиции с альбома Live in Japan включены в качестве бонус-треков: CD 2004, 2006 и 2008 годов от Sony BMG, 2LP 2010 года от Music On Vinyl, CD 2019 года от Music On CD и Sony Music.

## Участники записи
- Дэвид Силвиан — вокал, гитара
- Мик Карн — бас-гитара, саксофон, флейта, бэк-вокал
- Стив Джансен — ударные, бэк-вокал
- Ричард Барбиери — клавишные, бэк-вокал
- Роб Дин — гитара, бэк-вокал

## Издания
| Дата      | Регион     | Лейбл               | Формат | Каталог |
| --------- | ---------- | ------------------- | ------ | ------- |
| июль 1980 | Германия   | Hansa International | EP     | 600 242 |
| июль 1980 | Нидерланды | Hansa International | EP     | 600.242 |
| июль 1980 | Бенилюкс   | Hansa International | EP     | 600.242 |